# كوفر بلاك
جوزيف كوفر بلاك (بالإنجليزية: Cofer Black)‏ (1950 -) هو ضابط سابق في وكالة الاستخبارات المركزية الأمريكية، عُيِّن لاحقًا كسفير متجول ومنسق لمكافحة الإرهاب من قبل الرئيس الأمريكي جورج دبليو بوش وظل مدير مكتب مكافحة الإرهاب في وزارة الخارجية الأمريكية حتى استقالته في عام 2004. كما عمل في وقت سابق في مديرية العمليات في وكالة الاستخبارات المركزية (CIA) ومدير مركز مكافحة الإرهاب في وكالة الاستخبارات المركزية.